# ヒラメラブドウイルス病
ヒラメラブドウイルス病（ヒラメラブドウイルスびょう、英:hirame rhabdovirus disease;HRVD）とは、ラブドウイルス科Novirhabdovirus属に属するヒラメノビラブドウイルス（Hirame novirhabdovirus;HRV）の感染を原因とするヒラメ、クロダイ、メバルの感染症。外部所見として体表、鰭の充出血、腹部膨満、内部所見、病理所見として生殖腺の鬱血、筋肉内出血、腎臓の間質、脾臓の造血組織の広範な壊死。ヒラメラブドウイルスは5~20℃で増殖し、20℃以上では増殖しない。